# Znamienka (obwód homelski)
Znamienka (biał. Знаменка; ros. Знаменка, Znamienka; hist. Ślepce; biał. Сле́пцы, Slepcy; ros. Слепцы, Slepcy) – wieś na Białorusi, w obwodzie homelskim, w rejonie żytkowickim, w sielsowiecie Ozierany, przy drodze republikańskiej R128.

## Warunki naturalne
Znamienka położona jest nad Stwihą i w pobliżu Prypeci. W pobliżu wsi znajdują się Prypecki Park Narodowy i Rezerwat Krajobrazowy Środkowa Prypeć.

## Historia
W XIX i w początkach XX w. położona była w Rosji, w guberni mińskiej, w powiecie mozyrskim.
W latach 1919–1920 znajdowała się pod Zarządem Cywilnym Ziem Wschodnich, w okręgu brzeskim, w powiecie mozyrskim. W wyniku traktatu ryskiego miejscowość znalazła się w Związku Sowieckim. Od 1991 w niepodległej Białorusi.